# Bulligny
Bulligny és un municipi francès situat al departament de Meurthe i Mosel·la i a la regió del Gran Est. L'any 2007 tenia 510 habitants.

## Demografia

### Població
El 2007 la població de fet de Bulligny era de 510 persones. Hi havia 212 famílies, de les quals 60 eren unipersonals (24 homes vivint sols i 36 dones vivint soles), 44 parelles sense fills, 84 parelles amb fills i 24 famílies monoparentals amb fills.
La població ha evolucionat segons el següent gràfic:
Habitants censats

### Habitatges
El 2007 hi havia 244 habitatges, 211 eren l'habitatge principal de la família, 15 eren segones residències i 18 estaven desocupats. 231 eren cases i 13 eren apartaments. Dels 211 habitatges principals, 177 estaven ocupats pels seus propietaris, 27 estaven llogats i ocupats pels llogaters i 7 estaven cedits a títol gratuït; 2 tenien una cambra, 11 en tenien dues, 20 en tenien tres, 53 en tenien quatre i 125 en tenien cinc o més. 179 habitatges disposaven pel capbaix d'una plaça de pàrquing. A 75 habitatges hi havia un automòbil i a 104 n'hi havia dos o més.

### Piràmide de població
La piràmide de població per edats i sexe el 2009 era:
| Homes | Edats   | Dones |
| ----- | ------- | ----- |
| 4     | 95 o +  | 4     |
| 0     | 90 a 94 | 0     |
| 8     | 85 a 89 | 0     |
| 0     | 80 a 84 | 4     |
| 16    | 75 a 79 | 12    |
| 12    | 70 a 74 | 24    |
| 8     | 65 a 69 | 8     |
| 16    | 60 a 64 | 16    |
| 24    | 55 a 59 | 8     |
| 12    | 50 a 54 | 12    |
| 24    | 45 a 49 | 16    |
| 8     | 40 a 44 | 16    |
| 12    | 35 a 39 | 8     |
| 20    | 30 a 34 | 24    |
| 20    | 25 a 29 | 16    |
| 12    | 20 a 24 | 12    |
| 16    | 15 a 19 | 4     |
| 20    | 10 a 14 | 8     |
| 8     | 5 a 9   | 16    |
| 20    | 0 a 4   | 8     |

## Economia
El 2007 la població en edat de treballar era de 308 persones, 220 eren actives i 88 eren inactives. De les 220 persones actives 205 estaven ocupades (104 homes i 101 dones) i 15 estaven aturades (4 homes i 11 dones). De les 88 persones inactives 39 estaven jubilades, 20 estaven estudiant i 29 estaven classificades com a «altres inactius».

### Ingressos
El 2009 a Bulligny hi havia 212 unitats fiscals que integraven 488 persones, la mediana anual d'ingressos fiscals per persona era de 18.170 €.

### Activitats econòmiques
Dels 9 establiments que hi havia el 2007, 1 era d'una empresa de fabricació d'altres productes industrials, 2 d'empreses de construcció, 3 d'empreses de comerç i reparació d'automòbils, 1 d'una empresa d'informació i comunicació, 1 d'una entitat de l'administració pública i 1 d'una empresa classificada com a «altres activitats de serveis».
Els 2 serveis als particulars que hi havia el 2009 eren tallers de reparació d'automòbils i de material agrícola.
L'any 2000 a Bulligny hi havia 16 explotacions agrícoles que ocupaven un total de 120 hectàrees.

## Equipaments sanitaris i escolars
El 2009 hi havia una escola elemental.

## Poblacions més properes
El següent diagrama mostra les poblacions més properes.